# Sphecosesia aterea
Sphecosesia aterea är en fjärilsart som beskrevs av George Francis Hampson 1919. Sphecosesia aterea ingår i släktet Sphecosesia och familjen glasvingar. Inga underarter finns listade i Catalogue of Life.